# 武隈部屋

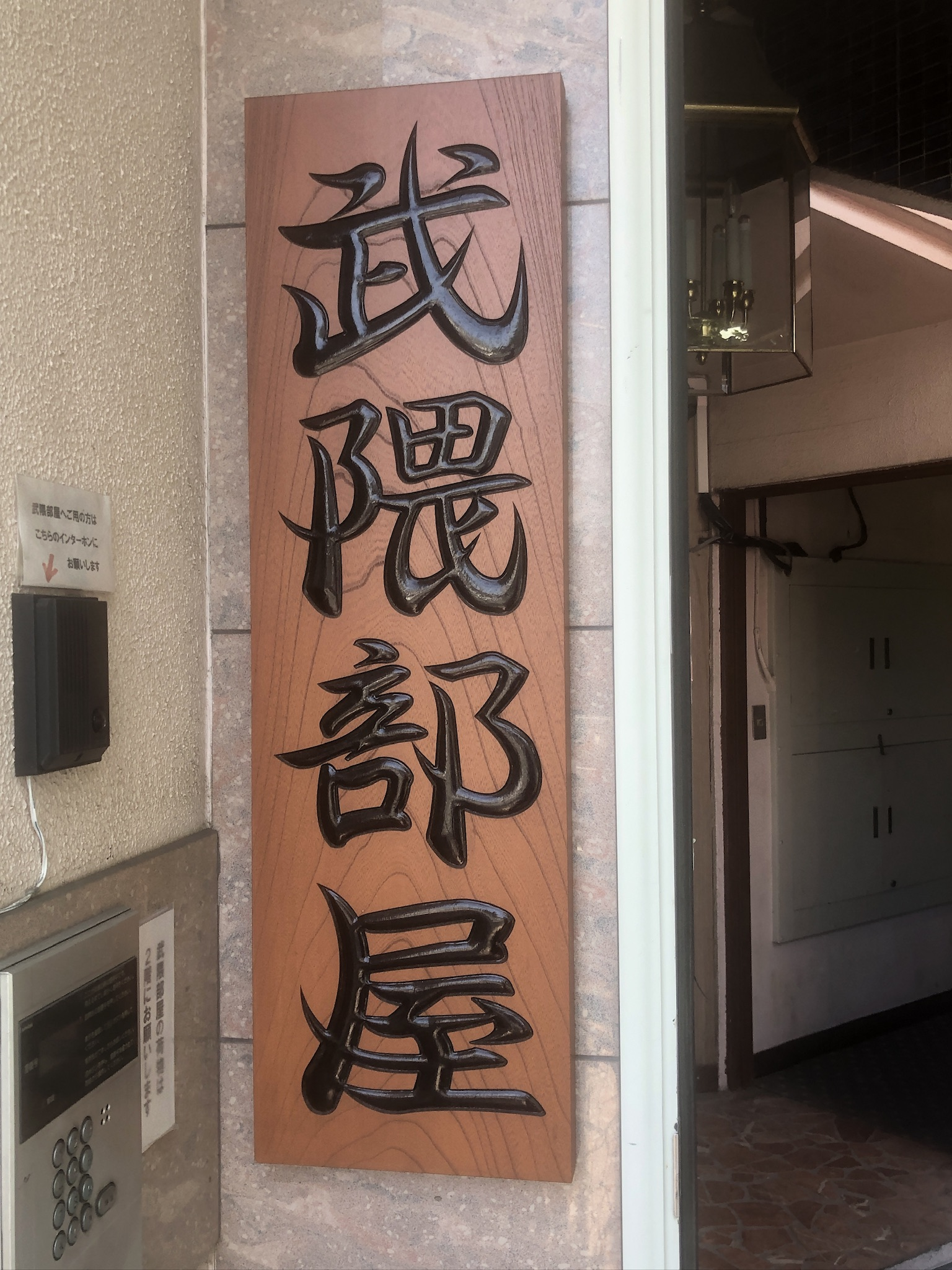

武隈部屋，是日本相撲協會轄下的相撲部屋，屬出羽海一門，位置是東京都大田區雪谷大塚町14-22。
他的創始人是境川部屋前大關豪榮道豪太郎，他在2022年2月1日成立自己的部屋。
部屋有6位力士，豪之山登輝是他首位培訓出的關取(他是豪榮道在境川部屋的同門)。
這部屋的力士的四股名多有豪字(源於豪榮道)。

## 外部連結
- Takekuma stable page at Japan Sumo Association （页面存档备份，存于）
- Official Site (in Japanese) （页面存档备份，存于）